# مکائوی لیر
مکائوی لیر (نام علمی: Anodorhynchus leari) نام یک گونه از سرده بی‌دندان‌منقارها است که معمولا بخاطر ظاهر مشابه آن با ماکائو سنبلی به اشتباه ماکائو سنبلی نامیده می‌شود.